# Audómar Ahumada Quintero
Audómar Ahumada Quintero (Casa Blanca. Guasave, Sinaloa, 15 de agosto de 1950-8 de noviembre de 2020) fue un político mexicano, miembro del Partido de la Revolución Democrática, fue candidato a Gobernador de Sinaloa en 2004.

## Vida
Audómar Ahumada Quintero se graduó de la licenciatura en Economía por la Universidad Autónoma de Sinaloa, fue miembro del Partido Comunista Mexicano, el Partido Socialista Unificado de México, del que fue secretario general del Comité de Sinaloa, y del PRD, fue candidato del PCM a presidente municipal de Guasave, diputado federal y fue diputado al Congreso de Sinaloa, por el PSUM fue candidato nuevamente a presidente municipal de Guasave. Fue rector de la Universidad Autónoma de Sinaloa de 1985 a 1989 y en las Elecciones de 2004 fue candidato del PRD a Gobernador de Sinaloa. En 2009 fue candidato a diputado federal por el PRD en las elecciones federales de ese año y en 2014 fue designado como miembro del Consejo Nacional del PRD. Continuó con su activismo político en las campañas electorales estatales y federales siguientes en 2015 (elecciones federales), 2016 (elecciones estatales) y 2018 (elecciones federales).  En octubre de 2020 se le diagnosticó con Covid-19, permaneció hospitalizado hasta que las secuelas de la enfermedad, junto a problemas cardiovasculares que padecía de años atrás provocaron su fallecimiento el 8 de noviembre de 2020.